# Juan Carlos Zabala
Juan Carlos Zabala   (Rosario, 11 d'octubre de 1911 - Buenos Aires, 24 de gener de 1983) va ser un atleta argentí, especialista en curses de llarga distància, que va competir durant les dècades de 1920 i 1930. Era conegut amb el sobrenom de "El Ñandú Criollo".
Zabala va córrer la seva primera marató a finals d'octubre de 1931. Deu dies després va establir un nou rècord mundial en els 30 km amb un temps d'1h 42'30.4".
El 1932 va prendre part en els Jocs Olímpics d'Estiu de Los Angeles, on va guanyar la medalla d'or en la marató del programa d'atletisme. Quatre anys més tard, als Jocs de Berlín, fou sisè en la cursa dels 10.000 metres, mentre en la marató, tot i posar-se al capdavant des de la sortida, una caiguda al quilòmetre 28 el va dur a abandonar pocs quilòmetres més tard. En aquests Jocs fou l'abanderat argentí en la cerimònia inaugural.
El 1983 va ser nomenat atleta argentí del segle.

## Millors marques
- 5.000 metres. 14' 55.8" (1932)
- 10.000 metres. 30' 56.2" (1936)
- Marató. 2h 31' 36" (1932)[3]